# Stachylina thaumaleidarum
Stachylina thaumaleidarum är en svampart som beskrevs av Lichtw. & M.C. Williams 1990. Stachylina thaumaleidarum ingår i släktet Stachylina och familjen Harpellaceae.   Inga underarter finns listade i Catalogue of Life.